# فهرست قنات‌های شهرستان رستم
جدول زیر بر اساس آمار وزارت جهاد کشاورزی تهیه شده‌است. فهرست زیر قنات‌های شهرستان رستم در استان فارس را نشان می‌دهد.
| نام قنات  | موقعیت                 | نزدیک‌ترین روستا | طول قنات (متر) | تعداد میله چاه | عمق مادر چاه | دبی (لیتر بر ثانیه) | سطح زیر کشت (هکتار) |
| --------- | ---------------------- | --------------- | -------------- | -------------- | ------------ | ------------------- | ------------------- |
| دهنوسادات | بخش مرکزی شهرستان رستم | دهنومرکزی       | ۴۰۰            | ۲۷             | ۱۵           | ۸                   | ۲۰۰                 |
| دهنومرکزی | بخش مرکزی شهرستان رستم | دهنومرکزی       | ۶۰۰            | ۴۰             | ۱۶           | ۵                   | ۱۰۰                 |